# 路爵二世
路啟二世（拉丁語：Lucius PP. II；？—1145年2月15日）原名吉拉（Gerardo），於1144年3月12日至1145年2月15日出任教宗。

## 譯名列表
- 盧西烏斯二世、卢西乌斯二世：來自來自大英百科全書線上繁體中文版[]。
- 卢修斯二世：來自《世界人名翻譯大辭典》1993年版。
- 二世：來自香港天主教教區檔案　歷任教宗。